# Смереки на садибі Лук'яна Кобилиці
Смере́ки на сади́бі Лук'я́на Кобили́ці — комплексна пам'ятка природи місцевого значення в Україні. Розташована в межах Путильського району Чернівецької області, в селі Сергії. 
Площа 5 га. Статус надано 1984 року. Перебуває у віданні Сергіївської сільської ради. 
Статус надано з метою збереження кількох дерев смереки (ялини), посаджених батьком Л. Кобилиці. Мають історико-меморіальне значення.

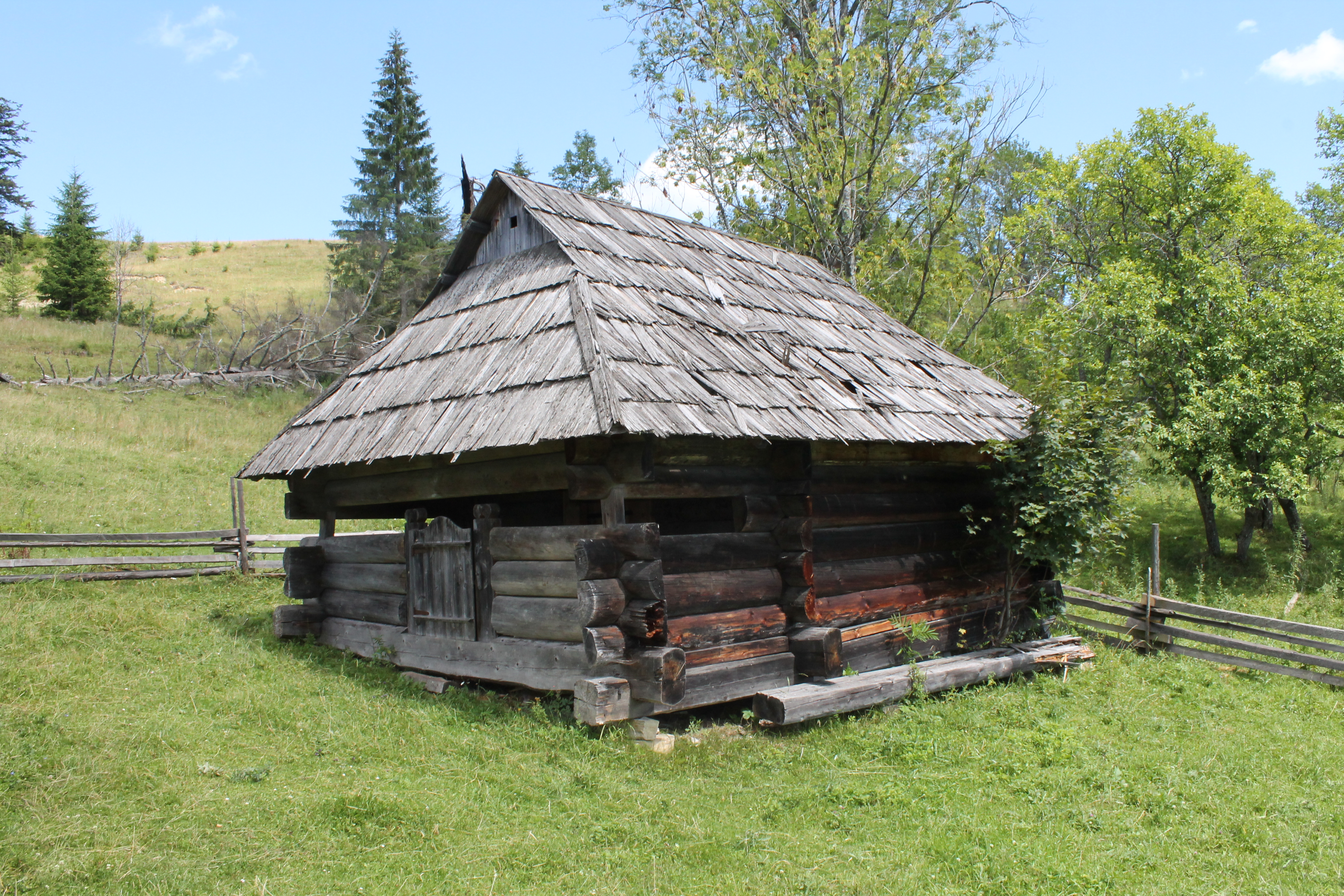